# Josef Honeder
Josef Honeder (* 30. August 1931 in Windhaag bei Perg) ist ein österreichischer Lehrer, Kirchenhistoriker und römisch-katholischer Priester.

## Leben
Josef Honeder maturierte 1953 am Bischöflichen Gymnasium Petrinum Linz, wurde 1957 zum Priester geweiht und studierte anschließend an der Universität Wien Geschichte. 1965 kehrte er ans Petrinum zurück, um dort Geschichte zu unterrichten. Von 1991 bis 1996 leitete er das Gymnasium als Direktor, nachdem er zuvor bereits ab 1987 Direktor-Stellvertreter war. Nach seiner Pensionierung war er von 1997 bis 2000 als Provisor in der Pfarre Rechberg tätig.

## Auszeichnungen
- Kulturmedaille des Landes Oberösterreich (2010)[2]
- Ehrenbürger von Rechberg (2012)

## Publikationen
- Johann Nepomuk Hauser (1866–1927): Seine Persönlichkeit und sein Wirken (Dissertation), in: Jahresbericht des Gymnasiums Kollegium Petrinum in Urfahr-Linz. 64., 65., 66. Jahrgang (1967/1968, 1968/1969, 1969/1970), Linz 1968, S. 81–103, Linz 1969, S. 3–42, Linz 1970, S. 3–78.
- Johann Nepomuk Hauser, Landeshauptmann von Oberösterreich 1908–1927. Linz 1973, 148 Seiten.
- Altenburg und Windhaag bei Perg. Geschichte der Pfarre und Herrschaft, Linz 1976, 34 Seiten.
- Die Schicksale des Kollegium Petrinum 1938–1945. (Diplomarbeit), in: Linzer philosophisch-thologische Reihe. Linz 1979, S. 348–370, und: Jahresbericht des Bischöflichen Gymnasiums Kollegium Petrinum in Urfahr-Linz. 71. Jahrgang (1974/1975), Linz 1975, S. 3–90.
- Die Entpolitisierung des Katholischen Volksvereines durch Bischof Johannes Maria Gföllner. In: Jahresbericht des Bischöflichen Gymnasiums Kollegium Petrinum in Urfahr/Linz. 78. Jahrgang (1981/82), Linz 1982, S. 21–35.
- Die Wiederherstellung des Kollegium Petrinum nach der Zeit des Nationalsozialismus. In: Jahresbericht des Bischöflichen Gymnasiums Kollegium Petrinum in Urfahr/Linz. 79. Jahrgang (1982/1983), Linz 1983, S. 3–46.
- Kloster und Pfarre Windhaag bei Perg. In: Jahresbericht des Bischöflichen Gymnasiums Kollegium Petrinum in Urfahr/Linz. 80. Jahrgang (1983/1984), Linz 1984, S. 3–116.
- Das Kollegium Petrinum: Ein geschichtlicher Überblick. In: Oberösterreichische Heimatblätter. Jahrgang 39, Heft 1, Linz 1985, S. 7–19 (ooegeschichte.at [PDF]).
- 90 Jahre Kollegium Petrinum. In: Jahresbericht Bischöfliches Gymnasium und Diözesanseminar Kollegium Petrinum. 83. Jahrgang (1986/1987), Linz 1987, S. 15–53.
- Alter und Herkunft der Orgel von Altenburg. In: Jahrbuch des Oberösterreichischen Musealvereines. Band 134, Linz 1989, S. 133–138 (ooegeschichte.at [PDF]).
- Das Petrinum in alten und neuen Ansichten. In: Jahresbericht Bischöfliches Gymnasium und Diözesanseminar Kollegium Petrinum. 85. Jahrgang, 1988/1983, Linz, 1989, S. 18–39.
- Reichsgraf Joachim Enzmilner (1600–1678). In: Österreichisches Jahrbuch für Exlibris und Gebrauchsgraphik. Band 57, 1990/1991, Wien 1991, S. 7–13.
- Kirchenführer der Pfarrkirche Rechberg. Pfarre Perg (Hrsg.), Rechberg 2005.
- Von Herrschaften, Priestern und Kirchenvolk. In: Heimat Rechberg: Mehr als nur Steine. Heimatbuch der Naturpark- und SOS-Kinderdorfgemeinde Rechberg. Rechberg 2009, S. 143–181.